# Liste der Eingemeindungen in die Stadt Grimma
Mit der Eingemeindung von Mutzschen als derzeit letzte Eingemeindung in die Stadt Grimma gehört die Stadt zu den flächengrößten Städten in Sachsen.
In der ersten Tabelle stehen alle ehemaligen Gemeinden, die direkt nach Grimma eingemeindet wurden. Die ehemalige Gemeindefläche ist oft nicht nachweisbar. Die Gemeinden, die am selben Tag eingemeindet wurden, werden in alphabetischer Reihenfolge aufgeführt.
In der zweiten Tabelle stehen die ehemals selbständigen Gemeinden in alphabetischer Reihenfolge, die (zunächst) nicht in die Stadt Grimma, sondern in eine andere Gemeinde eingegliedert wurden.

## Eingemeindungen in die Stadt Grimma
Die Eingemeindungen fanden in der Zeit von 1872 (Amtshäuser) bis zum 1. Januar 2012 (Mutzschen) statt.
| Ehemalige Gemeinde bzw. Gutsbezirk    | Datum      | Zuwachs in ha | Nachweis |
| ------------------------------------- | ---------- | ------------- | -------- |
| Amtshäuser                            | 1872       |               | [ 1 ]    |
| Kloster Nimbschen, Gutsbezirk         | 11.12.1948 | 216           | [ 2 ]    |
| Staatsforstrevier Glasten, Gutsbezirk | 11.12.1948 | 286           | [ 2 ]    |
| Hohnstädt                             | 01.01.1952 |               | [ 3 ]    |
| Döben                                 | 01.01.1994 |               | [ 4 ]    |
| Höfgen                                | 01.01.1994 |               | [ 4 ]    |
| Beiersdorf                            | 01.03.1994 |               | [ 4 ]    |
| Großbardau                            | 01.01.2006 |               | [ 4 ]    |
| Großbothen (teilweise)                | 01.01.2011 | 1633          | [ 4 ]    |
| Nerchau                               | 01.01.2011 | 3994          | [ 4 ]    |
| Thümmlitzwalde                        | 01.01.2011 | 5588          | [ 4 ]    |
| Mutzschen                             | 01.01.2012 | 2939          | [ 4 ]    |

## Eingemeindungen in selbständige Orte, die später in die Stadt Grimma eingemeindet wurden
| Ehemalige Gemeinde bzw. Gutsbezirk      | Datum                 | Anmerkung | Nachweis    |
| --------------------------------------- | --------------------- | --- | ----------- |
| Bahren                                  | 01.01.1969            | Eingemeindung nach Golzern/Mulde | [ 3 ]       |
| Bernbruch                               | 01.01.1974            | Eingemeindung nach Großbardau | [ 3 ]       |
| Böhlen (bei Grimma)                     | 01.04.1937            | Eingemeindung nach Hohnstädt | [ 5 ]       |
| Böhlen (bei Leisnig)                    | 01.03.1994            | Zusammenschluss mit vier weiteren Gemeinden zu Thümmlitzwalde                                                                                             | [ 4 ]       |
| Böhlitz                                 | 01.04.1938            | Eingemeindung nach Mutzschen | [ 5 ]       |
| Bröhsen                                 | 01.01.1973            | Eingemeindung nach Ragewitz | [ 3 ]       |
| Burgberg                                | 01.04.1937            | Eingemeindung nach Hohnstädt | [ 5 ]       |
| Cannewitz                               | 01.01.1994            | Eingemeindung nach Nerchau | [ 4 ]       |
| Deditz                                  | 01.04.1949            | Eingemeindung nach Golzern/Mulde | [ 3 ]       |
| Denkwitz                                | 01.07.1950            | Eingemeindung nach Cannewitz | [ 3 ]       |
| Dorna                                   | 01.01.1957 01.01.1967 | Eingemeindung nach Grimma, Umgliederung nach Döben | [ 3 ]       |
| Draschwitz                              | 01.07.1950            | Eingemeindung nach Zschoppach | [ 3 ]       |
| Dürrweitzschen                          | 01.03.1994            | Zusammenschluss mit vier weiteren Gemeinden zu Thümmlitzwalde                                                                                             | [ 4 ]       |
| Förstgen                                | 01.01.1965            | Eingemeindung nach Kössern | [ 3 ]       |
| Frauendorf                              | 01.10.1935            | Eingemeindung nach Kuckeland | [ 5 ]       |
| Fremdiswalde                            | 01.01.1994            | Eingemeindung nach Nerchau | [ 4 ]       |
| Gastewitz                               | 01.01.1952            | Eingemeindung nach Prösitz | [ 3 ]       |
| Golzern/Mulde                           | 01.01.1994            | Eingemeindung nach Nerchau | [ 4 ]       |
| Gornewitz                               | 01.01.1952            | Eingemeindung nach Nerchau | [ 3 ]       |
| Göttwitz                                | 01.01.1974            | Eingemeindung nach Mutzschen | [ 3 ]       |
| Grechwitz                               | 01.01.1967            | Eingemeindung nach Döben | [ 3 ]       |
| Grottewitz                              | 01.05.1964            | Eingemeindung nach Nerchau | [ 3 ]       |
| Haubitz                                 | 01.07.1950            | Eingemeindung nach Pöhsig | [ 3 ]       |
| Jeesewitz                               | 01.01.1952            | Eingemeindung nach Prösitz | [ 3 ]       |
| Kaditzsch                               | 01.10.1938            | Eingemeindung nach Höfgen | [ 5 ]       |
| Keiselwitz                              | 01.07.1950            | Eingemeindung nach Leipnitz | [ 3 ]       |
| Kleinbardau                             | 01.07.1972            | Eingemeindung nach Großbardau | [ 3 ]       |
| Kleinbothen                             | 01.07.1950            | Eingemeindung nach Großbothen | [ 3 ]       |
| Kloster Nimbschen, Gutsbezirk           | 11.12.1948            | Teileingliederung nach Großbardau, Kleinbothen und Schaddel im Zuge der Bodenreform                                                                       | [ 2 ]       |
| Köllmichen                              | 01.01.1952            | Eingemeindung nach Prösitz | [ 3 ]       |
| Kössern                                 | 01.01.1994            | Eingemeindung nach Großbothen | [ 4 ]       |
| Kuckeland                               | 01.01.1973            | Eingemeindung nach Leipnitz | [ 3 ]       |
| Leipnitz                                | 01.03.1994            | Zusammenschluss mit vier weiteren Gemeinden zu Thümmlitzwalde                                                                                             | [ 4 ]       |
| Löbschütz                               | 01.07.1950            | Eingemeindung nach Grottewitz | [ 3 ]       |
| Merschwitz                              | 1858                  | Eingemeindung nach Köllmichen | [ 6 ]       |
| Motterwitz                              | 01.01.1967            | Eingemeindung nach Dürrweitzschen | [ 3 ]       |
| Muschau                                 | 01.07.1950            | Eingemeindung nach Motterwitz | [ 3 ]       |
| Mutzschener Teiche, Gutsbezirk          | 11.12.1948            | Eingliederung nach Mutzschen, Fremdiswalde und Roda | [ 2 ]       |
| Nauberg                                 | 01.07.1950            | Eingemeindung nach Zschoppach | [ 3 ]       |
| Naundorf                                | 01.07.1950            | Eingemeindung nach Schkortitz | [ 3 ]       |
| Neunitz                                 | 01.01.1967            | Eingemeindung nach Döben | [ 3 ]       |
| Ostrau                                  | 01.04.1937            | Eingemeindung nach Zschoppach | [ 5 ]       |
| Papsdorf                                | 01.10.1935            | Eingemeindung nach Kuckeland | [ 5 ]       |
| Pöhsig                                  | 01.01.1970            | Eingemeindung nach Ragewitz | [ 3 ]       |
| Poischwitz                              | 01.04.1937            | Eingemeindung nach Zschoppach | [ 5 ]       |
| Prösitz                                 | 01.01.1993            | Eingemeindung nach Mutzschen | [ 4 ]       |
| Ragewitz                                | 01.03.1994            | Zusammenschluss mit vier weiteren Gemeinden zu Thümmlitzwalde                                                                                             | [ 4 ]       |
| Roda                                    | 01.01.1971            | Eingemeindung nach Mutzschen | [ 3 ]       |
| Schaddel                                | 01.07.1950            | Eingemeindung nach Großbothen | [ 3 ]       |
| Schkortitz                              | 01.07.1973            | Eingemeindung nach Höfgen | [ 3 ]       |
| Schmorditz                              | 01.04.1949            | Eingemeindung nach Nerchau | [ 3 ]       |
| Seidewitz                               | 01.07.1950 01.01.1961 | Eingemeindung nach Polditz, Umgliederung nach Böhlen | [ 3 ]       |
| Serka                                   | 01.07.1950            | Eingemeindung nach Cannewitz | [ 3 ]       |
| Staatsforstrevier Glasten, Gutsbezirk   | 11.12.1948 21.01.1949 | Teileingliederung nach Großbardau, Großbothen und Höfgen Teileingliederung nach Bernbruch, Großbardau, Großbothen und Kleinbardau im Zuge der Bodenreform | [ 2 ]       |
| Staatsforstrevier Seidewitz, Gutsbezirk | 11.12.1948            | Eingliederung nach Förstgen | [ 2 ]       |
| Thümmlitz                               | 01.07.1950            | Eingemeindung nach Cannewitz | [ 3 ]       |
| Wagelwitz                               | 01.07.1972 01.01.1994 | Eingemeindung nach Cannewitz Umgliederung nach Mutzschen                                                                                                  | [ 3 ] [ 4 ] |
| Wetteritz                               | 01.01.1952            | Eingemeindung nach Göttwitz | [ 3 ]       |
| Würschwitz                              | 01.07.1948            | Eingemeindung nach Nerchau | [ 3 ]       |
| Zaschwitz                               | 01.01.1952 01.05.1964 | Eingemeindung nach Grottewitz, Umgliederung nach Ragewitz                                                                                                 | [ 3 ]       |
| Zeunitz                                 | 01.01.1952 01.01.1968 | Eingemeindung nach Schkortitz, Umgliederung nach Leipnitz                                                                                                 | [ 3 ]       |
| Zschoppach                              | 01.03.1994            | Zusammenschluss mit vier weiteren Gemeinden zu Thümmlitzwalde                                                                                             | [ 4 ]       |